# Björntjärnen (Karlskoga socken, Värmland)
Björntjärnen är en sjö i Karlskoga kommun i Värmland och ingår i Göta älvs huvudavrinningsområde. Sjön är 9 meter djup, har en yta på 0,029 kvadratkilometer och är belägen 165 meter över havet.